# Grünschwanz-Glanzfasan

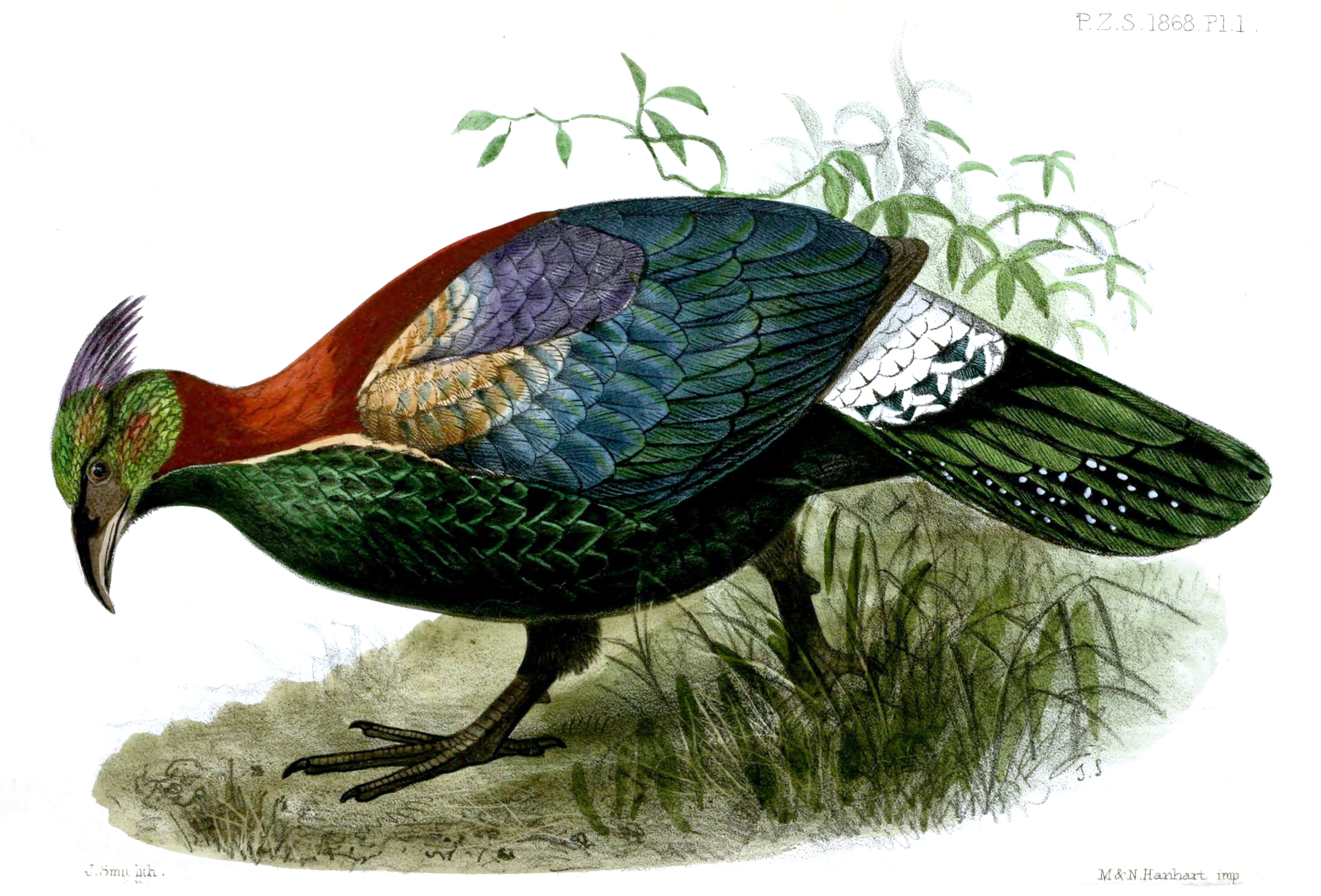
Darstellung des Grünschwanz-Glanzfasans aus dem Jahre 1868

Der Grünschwanz-Glanzfasan (Lophophorus lhuysii), auch als Chinesischer Glanzfasan, China-Glanzfasan  oder Grünschwanzmonal bekannt, ist eine seltene monotypische Art der Glanzfasanen aus dem chinesischen Hochland. Innerhalb der Gattung der Glanzfasane ist er die größte Art. Die Bestandssituation des Grünschwanz-Glanzfasans wird mit vu (=vulnerable – gefährdet) eingestuft.
Benannt wurde die Art nach dem französischen Außenminister und Botschafter Édouard Drouyn de Lhuys.

## Merkmale
Der Hahn erreicht eine Körperlänge von 76 bis 80 Zentimeter, die Henne bleibt mit 72 bis 75 Zentimeter Körperlänge etwas kleiner. Das Gewicht beträgt bei den Männchen etwa 3,6 Kilogramm. Die Weibchen sind leichter und wiegen circa 3,2 Kilogramm. Es besteht ein ausgeprägter Geschlechtsdimorphismus.

### Männchen
Das Männchen hat ein farbenprächtiges, schillerndes Gefieder. Madge et al. beschreiben ihn als den Glanzfasan, der das schillerndste Gefieder besitzt.
Der Schopf am Hinterkopf besteht aus leuchtend bronzefarbenen und purpur schimmernden Federn. Das übrige Kopfgefieder ist schillernd grün. Kinn, Kehle und vordere Halspartie sind schwarz, bei einzelnen Individuen schimmern auch diese grünlich. Der Nacken und der obere Rücken sind glänzend bronzefarben. Dagegen sind die Schultern sowie die inneren Oberflügeldecken blaugrün und gehen an den jeweiligen Spitzen in ein Purpur über. Die übrigen Flügeldecken sind blaugrün. Die Schwingen sind schwarz.  Der Hinterrücken und die kurzen Oberschwanzdecken sind rein weiß, was bei aufgebaumten Grünschwanz-Glanzfasanen wegen der geschlossenen Flügel gewöhnlich nicht sichtbar ist.  Die langen Oberschwanzdecken sind purpublau. Die Schwanzfedern sind schimmernd blaugrün mit kleinen weißen Flecken an den äußeren Federn. Auf der Körperunterseite ist der Grünschwanz-Glanzfasan schwarz gefiedert, die einzelnen Federn weisen schmale, stark glänzende grüne und bläuliche Federsäume auf.
Die Iris ist braun und von einem blassblauen Orbitalring umgeben. Der Schnabel ist schwärzlich hornfarben. Die Füße und Läufe sind bleigrau. An den Läufen hat das Männchen je einen einzelnen Sporn.

### Weibchen

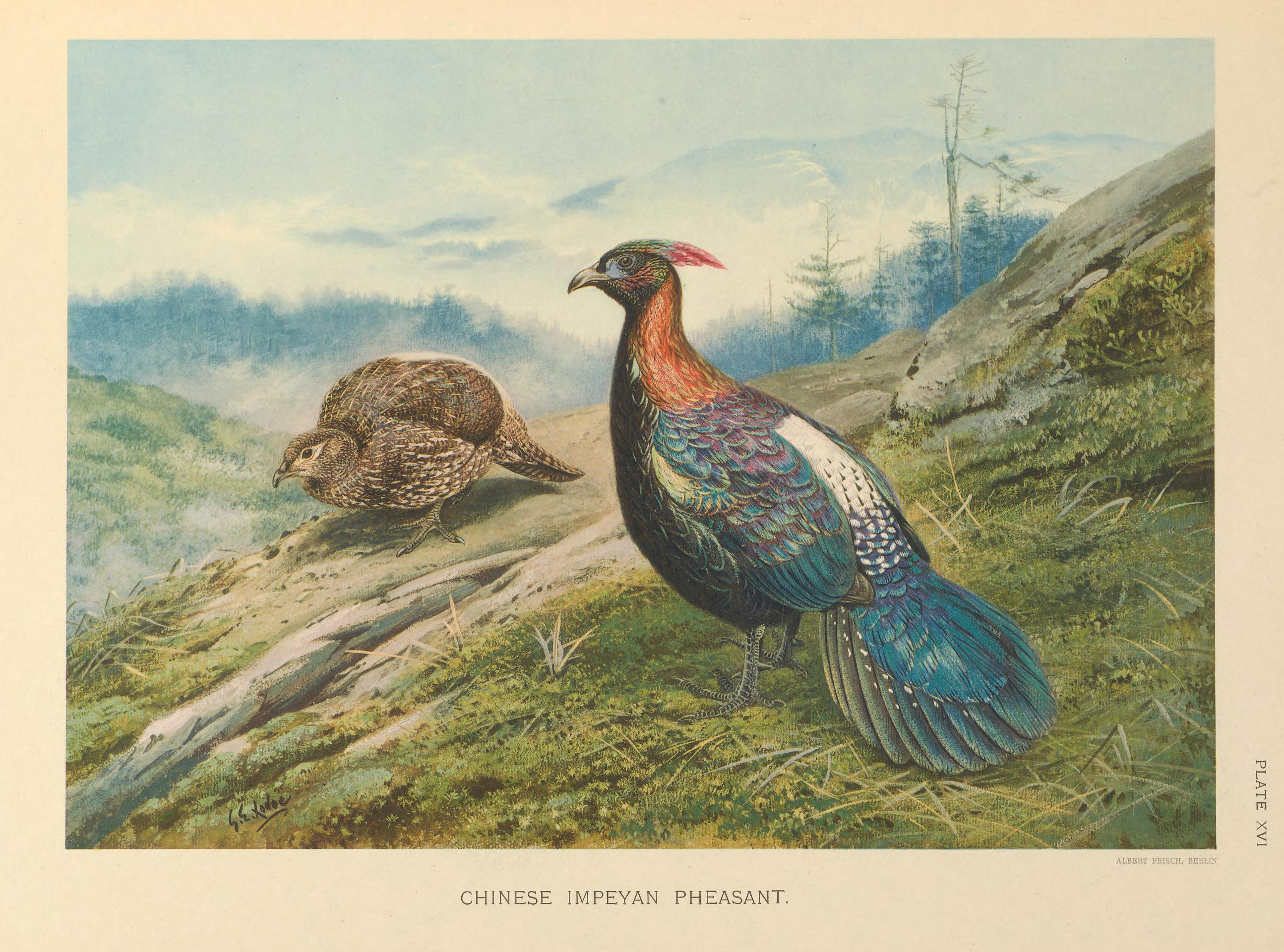
Darstellung eines Paares von Grünschwanz-Glanzfasanen. Das Weibchen befindet sich im Hintergrund

Das Weibchen hat am Hinterkopf einen kleinen braunen Federschopf. Es ist an Kinn und Kehle cremeweiß. Der übrige Kopf, der Hals und die gesamte Körperunterseite sowie der Mantel und die Schwingen sind dunkelbraun. Die einzelnen Federn haben eine isabellfarbene Schaftlinie und sind schmal und gleichmäßig rötlich braun quergebändert. Der Rücken ist fast weiß und geht zu den Oberschwanzdecken in ein blasses Grau über. Die Oberschwanzdecken sind schwarz und rotbraun quergebändert. Die Steuerfedern sind schwarz mit rostroten Querbinden. Die Iris ist braun, der Orbitalring ist wie beim Männchen blassblau. Der Schnabel ist horngrau und die Füße gelblich grau. Beim Weibchen fehlt der Sporn an den Läufen.
Die Weibchen weisen zwar eine Ähnlichkeit zu den Weibchen des Himalaya-Glanzfasans auf. Das Verbreitungsgebiet der beiden Arten überlappt sich jedoch nicht, so dass bei Freilandbeobachtungen die Verwechselungsmöglichkeiten gering sind.

## Verbreitung und Lebensweise
Das Vorkommen des Grünschwanz-Glanzfasans ist auf das Hochland von Nord- und Nordwest-Sichuan in einer Höhe von 3.300 bis 4.500 m beschränkt. Das Verbreitungsgebiet schließt sich an das des Weißschwanz-Glanzfasans an, jedoch gibt es nach heutigem Erkenntnisstand kein Gebiet, wo sich die Verbreitung beider Arten überlappt.
Der Grünschwanz-Glanzfasan bevorzugt alpine und subalpine Wiesen mit Rhododendronbewuchs als Lebensraum. Inwieweit er im Winter in niedrigere Höhenlagen kommt, ist bislang nicht abschließend untersucht. Madge et al. vermuten, dass es nur eine geringe Höhenwanderung gibt, da der Grünschwanz-Glanzfasan entweder in seinem Lebensraum ausreichend schneefreie Flächen findet und/oder er in der Lage ist, im Schnee nach Nahrung zu graben. Seine Nahrung besteht aus Knollen, Moosen und Blättern und Blüten. Eine besondere Vorliebe soll er für Pflanzen der Gattung Fritillaria haben.
Über die Fortpflanzung in freier Wildbahn ist nur wenig bekannt. Möglich ist, dass die Grünschwanz-Glanzfasane nicht jedes Jahr zur Brut schreiten. Bei in Gefangenschaft gehaltenen Grünschwanz-Glanzfasanen besteht ein Gelege aus drei bis fünf Eiern. Es brütet nur das Weibchen, die Brutzeit beträgt 28 Tage. Die Männchen sind in einem Alter von drei Jahren, die Weibchen in einem Alter von zwei Jahren ausgewachsen.

## Gefährdung
Der Grünschwanz-Glanzfasan gehört zu gefährdeten Vogelarten Chinas. Die 10.000 bis 20.000 Exemplare (Schätzung von BirdLife) leben in einem Areal von 69.000 km², das vor allem durch die Nutzholzwirtschaft in Mitleidenschaft gezogen wurde. Des Weiteren werden die Pflanzen, die zur Hauptnahrung des Grünschwanz-Glanzfasans zählen, in der Traditionellen Chinesischen Medizin verwendet, und gelegentlich werden er auch gejagt. Ein weiterer Gefährdungsfaktor ist eine Überweidung seiner Nahrungsflächen durch Yaks.

## Haltung
Der Grünschwanz-Glanzfasan wird nur selten in Zoologischen Gärten gehalten.
Der europäische Erstimport erfolgte um die Wende ins 20. Jahrhundert durch den Londoner Zoo, der aber nur ein einzelnes Männchen erwerben konnte. Danach wurde die Art in der westlichen Welt nur vereinzelt gehalten. Die Welterstzucht gelang erst 1979 im Zoo von Peking. Die erste US-amerikanische Zucht erfolgte durch den Zoo in San Diego im Jahre 1984, der 1983 ein Paar dieser Art vom Pekinger Zoo erhalten hatte. Von den fünf geschlüpften Küken starben vier jedoch an einer Infektionskrankheit. Mit dem herangezogenen Weibchen gelang 1987 eine weitere Nachzucht, nachdem man auf künstliche Befruchtung zurückgriff.

## Einzelbelege
1. 1 2 3  Raethel: Hühnervögel der Welt, S. 531.
2. ↑  China-Glanzfasan auf Avibase, aufgerufen am 1. September 2016
3. 1 2  Lophophorus lhuysii in der Roten Liste gefährdeter Arten der IUCN 2008. Eingestellt von: BirdLife International, 2004. Abgerufen am 2. September 2016.
4. 1 2 3 4 5  Madge, McGowan, Kirwan: Pheasants, Partridges and Grouse. S. 291.
5. ↑  Madge, McGowan, Kirwan: Pheasants, Partridges and Grouse. S. 90.
6. 1 2  Madge, McGowan und Kirwan: Pheasants, Partridges and Grouse. S. 292.
7. 1 2 3  Raethel: Hühnervögel der Welt. S. 532.